# Blind Sun
Blind Sun (Kafsonas, in lingua greca: Καύσωνας) è un film del 2015 diretto da Joyce A. Nashawati.
Il film, riconducibile al genere thriller minimalista, è ambientato nel futuro, in un clima di xenofobia e temperature aride.

## Trama
In una località balneare della Grecia, una forte ondata di calore sta causando siccità e un'escalation di violenza. Ashraf Idriss, un immigrato solitario, si sta recando in una villa dove lavorerà come custode durante l'estate in assenza dei proprietari. Mentre guida in una strada polverosa, un'agente di polizia, a seguito di un controllo di identità, gli ritira i documenti di residenza e inizia a tenerlo sotto controllo. Da questo momento in poi, il film prosegue a ritmo lento concentrandosi nell'insostenibile quotidianità di Ashraf all'interno della casa, mentre cerca di evitare il caldo, di rifornirsi di acqua e di difendersi dall'agente di polizia.

## Riconoscimenti
2015 – Sitges - Festival internazionale del cinema fantastico della Catalogna
- Candidatura al miglior film

2016 – Toronto International Film Festival
- Premio Creatività alla cinematografia

2016 – Festival internazionale del cinema di Porto
- Miglior attore a Ziad Bakri
- Candidatura al miglior film

2016 – Trieste Science+Fiction Festival
- Candidatura al miglior film europeo di genere fantastico

2016 – Festival del cinema internazionale di Atene
- Miglior regista esordiente a Joyce A. Nashawati

2016 – Festival del cinema europeo di Bruxelles
- Premio Cinelab alla miglior fotografia

2016 – Festival del cinema internazionale di Haifa
- Candidatura all'Ancora d'Oro come miglior film

2016 – Hellenic Film Academy Awards
- Candidatura alla miglior regia per a Joyce A. Nashawati
- Candidatura alla miglior fotografia

2016 – Paris International Fantastic Film Festival
- Candidatura al miglior film

2016 – Festival del cinema di Tessalonica
- Premio FIPRESCI al miglior film

2017 – Festival del cinema di Tripoli
- Candidatura al premio della giuria come miglior film